# Prosopography of the Byzantine World
Prosopography of the Byzantine World – projekt mający na celu stworzenie prozopograficznej bazy danych osób wymienionych w źródłach bizantyńskich od 642 do 1265 roku. Projekt jest wynikiem współpracy pomiędzy British Academy i Berlin-Brandenburgische Akademie der Wissenschaften.

## Historia
Projekt został rozpoczęty w 1980 roku, kiedy zbliżały się do końca prace nad Prosopography of the Later Roman Empire. W 1993 roku British Academy podpisała umowę o współpracy z Berlin-Brandenburgische Akademie der Wissenschaften. Praca jest podzielona na trzy części. Pierwszy okres to lata 641–867 (dynastia heraklijska, Dynastia amoryjska). Drugi okres to lata 867–1025 i trzeci –
1025–1261. Okres Paleologów (po 1261) nie jest objęty projektem wobec istnienia Prosopographisches Lexikon der Palaiologenzeit. Kierownikami projektu byli: do 2007 Friedhelm Winkelmann, w latach 2007–2012 Günter Prinzing.
Pierwszy rezultatem prac była Prosopographie der mittelbyzantinischen Zeit, Abteilung I: 641–867, pod redakcją Friedhelma Winkelmanna i Ralpha-Johannesa Liliego, opublikowany w sześciu tomach w latach 1998–2002. W 2001 roku British Academy opublikowała CD-ROM z własną Prozopografią Bizancjum z okresu 641–86 (redakcja John Robert Martindale).